# AQUOS sense SH-01K
AQUOS sense SH-01K（アクオスセンス エスエイチゼロイチケー）は、シャープによって開発され、NTTドコモより発売されたスマートフォン。

## 概要
SH-02Jの後継機種で、比較すると液晶ディスプレイはフルHDのIGZOディスプレイとなったほか、RAMは2GBから3GBへ増加するなどの改良がなされた機種である。また、本体サイズが同等であるものの指紋認証センサーの位置が変更されているなどの理由でケースに互換性はない。
前機種まではキャリアによってエントリーモデルのシリーズ名が異なっていた（例えば、NTTドコモであれば「EVER」、auであれば「U」など）が、この機種でsenseシリーズに統一された。
2年間で最大2回のバージョンアップが保証され、最終でAndroid 9へアップデートされた。

## 歴史
- 2017年10月18日 - NTTドコモより発表[4]。
- 2017年11月02日 - 発売。
- 2018年3月13日 - Android 8へアップグレード[5]。
- 2019年9月10日 - Android 9へアップグレード[6]。